# Élixir Mondet
 (novembre 2018).
Si vous disposez d'ouvrages ou d'articles de référence ou si vous connaissez des sites web de qualité traitant du thème abordé ici, merci de compléter l'article en donnant les références utiles à sa vérifiabilité et en les liant à la section « Notes et références ».

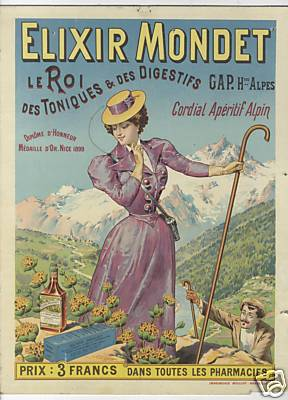

L’Élixir Mondet est une liqueur alcoolisée contenant divers extraits végétaux fabriquée à Gap, dans les Hautes-Alpes. 

## Utilisation
Son utilisation a été préconisée dans diverses indications médicales, comme l'asthénie ou l'anémie, et comme vermifuge chez les enfants. La notice d'utilisation de l'élixir Mondet contient le texte suivant : « Au lacto phosphate de chaux, a la gentiane jaune des Alpes, à la feuille de noyer et aux extraits de kola & coca - Reconstituant, tonique, digestif, dépuratif - Convient aux personnes débilitées par la maladie ou un excès de travail, aux jeunes filles ou aux jeunes femmes anémiques, aux enfants de faible constitution et dans tous les cas où un tonique réparateur sera nécessaire - Cet élixir est pour les enfants surtout, un excellent dépuratif et un précieux vermifuge - E. Mondet, pharmacien Xer. Revoul & Cie. Valréas »